# Istana Negara Jalan Duta
Istana Negara Jalan Duta ist seit dem 15. November 2011 königlicher Palast und Amtssitz des Yang di-Pertuan Agong (König) in Malaysia.
Der Palast wurde auf einer Fläche von annähernd 100 Hektar, etwa acht Kilometer vom alten Königspalast in der Hauptstadt Kuala Lumpur errichtet. Er ist nach der an ihn grenzenden Hauptstraße Jalan Duta (heute Jalan Tuanku Abdul Halim) benannt.